# هندسة وقائية

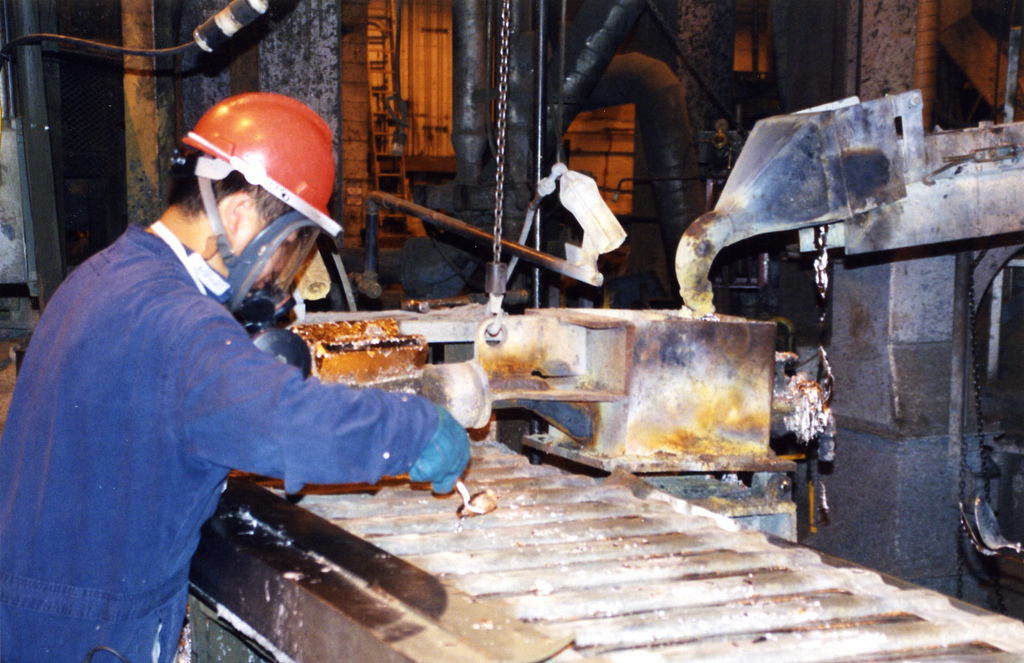

هندسة السلامة هي من العلوم التطبيقية المتعلقة بشكل قوي بهندسة الأنظمة وبالتالي بهندسة نظام السلامة. تضمن هندسة السلامة أن يسلك نظام السلامة الحدّيّ كما هو مطلوب منه حتى في حالة إخفاق القطعة.

## لمحة عامة
يأخذ مهندسو السلامة بشكل مثالي تصميماً مبكراً للنظام ويقومون بتحليله لإيجاد نوع الخطأ الممكن حدوثه، ثمّ يقترحون متطلبات السلامة في توصيفات التصميم والتغييرات على الأنظمة الموجودة فعلياً وذلك لجعل النظام أكثر أماناً. في مرحلة مبكرة من التصميم يمكن جعل نظام السلامة-إخفاق آمناً لحدٍّ مقبول مع بضعة حسّاسات وبرمجيّة خاصة بقراءة هذه الحسّاسات. يمكن إنشاء أنظمة هامش تسامح الخطأ غالباً باستخدام قطع من التجهيزات أكثر ولكن أصغر وأقل تكلفة.

## تقنيّات التحليل
التقنيّتان الأكثر شيوعاً في نمذجة الخطأ هما أنماط الإخفاق وتحليل الآثار والتحليل الشجري للخطأ . هذه التقنيتان هما فقط طريقان لإيجاد المشكلات وعمل الخطط لمكافحة الإخفاق بنجاح كما في حالة تخمين الخطر الاحتمالي (Probabilistic Risk Assessment).

## شهادة الأمان
عادة ما يكون الإخفاق في الأنظمة الموثّقة آمنة مقبولاً إذا كان أقل من حياة واحدة لكل 109 ساعات عمل متواصلة قد تم صرفها للانهيار. معظم المفاعلات النووية الغربية والتجهيزات الطبية والطائرات التجارية موثّقة عند هذا المستوى. علاقة الكلفة مع الفقد في الأعمار قد تم اعتبارها ملائمة عند هذا الحد.

## احتواء الإخفاق
من العملي أيضاً التخطيط لإخفاق أنظمة الأمان عبر طرائق الاحتواء والعزل. استخدام صمامات العزل شائع جداً في عزل المضخّات والحازيات وصمامات التحكم التي قد تنهار أو هي بحاجة لصيانة دورية. بالإضافة لهذا، تقريباً كل الحاويات التي تحتوي على النفط أو المواد الكيميائية هي بحاجة لحواجز احتواء معدّة حولها لتحتوي 100% من حجم الحاوية في حالة إخفاق كارثي للحاوية. وبشكل مشابه، خطوط الأنابيب الطويلة لها صمامات إغلاق متحكّم بها عن بعد منشأة على الخط نفسه بحيث لا يتم فقد الأنبوب كله في حالة الإخفاق. الهدف من كل أنظمة الاحتواء هذه هو تزويد وسائط الحد من التلف الناتج عن الإخفاق إلى مساحة ضيقة النطاق.